# Novosiberskaja
Novosiberskaja (in lingua russa Новосиверская) è una città della Russia, sul fiume Oredež, nell'Oblast' di Leningrado.
| Controllo di autorità | VIAF (EN) 306268933 |